# Тегза, Анатолий Ярославович
Анатолий Ярославович Тегза (укр. Анатолій Ярославович Тегза, позывной — Варвар; 5 сентября 1982, Берёзово — 14 июля 2023, Бахмут) — украинский военнослужащий, старший солдат, участник российско-украинской войны. Герой Украины (2025, посмертно).

## Биография
Родился 5 сентября 1982 года в селе Берёзово Хустского района Закарпатской области. В детстве вместе с семьёй переехал в село Розовка под Ужгородом. В 1999 году окончил ужгородскую школу №15.
Получил высшее образование по специальностям «Менеджмент организаций управления персоналом» и «Менеджмент внешнеэкономической деятельности» в Межрегиональной академии управления персоналом. Во время учёбы работал на Ужгородском комбинате хлебопродуктов. С 2004 по 2006 год проходил службу в Вооружённых силах Украины. Занимался предпринимательской деятельностью, владел компанией ООО «Соя-Прогресс 2008».
С началом российско-украинской войны в 2014 году начал интересоваться беспилотными летательными аппаратами, проходил курсы по пилотированию дронов. Несмотря на серьёзную травму позвоночника, полученную в молодости, после полномасштабного вторжения России в Укриану в 2022 году вступил в ряды Вооружённых сил Украины. Первый бой принял в составе 101-й бригады территориальной обороны под Попасной на Луганщине. Позже перешёл в батальон «Карпатская Сечь», участвовал в боях за Донбасс, Луганщину и Херсонщину.
Погиб 14 июля 2023 года в Бахмуте Донецкой области, был убит снайпером. Похоронен в Ужгороде на Холме Славы.

## Награды
- Звание «Герой Украины» с удостоением ордена «Золотая Звезда» (8 мая 2025, посмертно) — за личное мужество и героизм, проявленные в защите государственного суверенитета и территориальной целостности Украины, верность военной присяге[4].
- Орден «За мужество» III степени (12 января 2024, посмертно) — за личное мужество и самоотверженные действия, проявленные в защите государственного суверенитета и территориальной целостности Украины, верность военной присяге[5].